# Trudi Canavan
Trudi Canavan (Melbourne, 23 d'octubre de 1969) és una escriptora australiana. Va estudiar disseny i decoració. És escriptora de novel·les fantàstiques. Ha escrit diverses trilogies fantàstiques relacionades amb el món de la màgia. Totes les trilogies estan relacionades amb el món de la màgia, tot i que cada una d'elles es pot llegir de forma independent, ja que les històries són amb personatges i nous mons. L'obra original està escrita en anglès, gairebé tots els seus llibres han estat traduïts al castellà, excepte algun que encara està en procés.

## Obres escrites

### Serie de Kyralia[2]
- Crónicas del Mago Negro (The Black Magician trilogy)
  - El Gremio de los Magos (The Magicians' Guild) (2001)
  - La aprendiz (The Novice) (2002)
  - El Gran Lord (The High Lord) (2003)
- La maga (2009) (Precuela de las Crónicas del mago negro)
- La espía Traidora (The Traitor Spy trilogy)
  - La misión del embajador (The Ambassador´s Mission) (2010)
  - La renegada (The Rogue) (2011)
  - La reina Traidora (The Traitor Queen) (2012) (Marzo de 2013 en español)

### Sèrie de Ithania
- La Era de los Cinco Dioses (The Age of the Five trilogy)

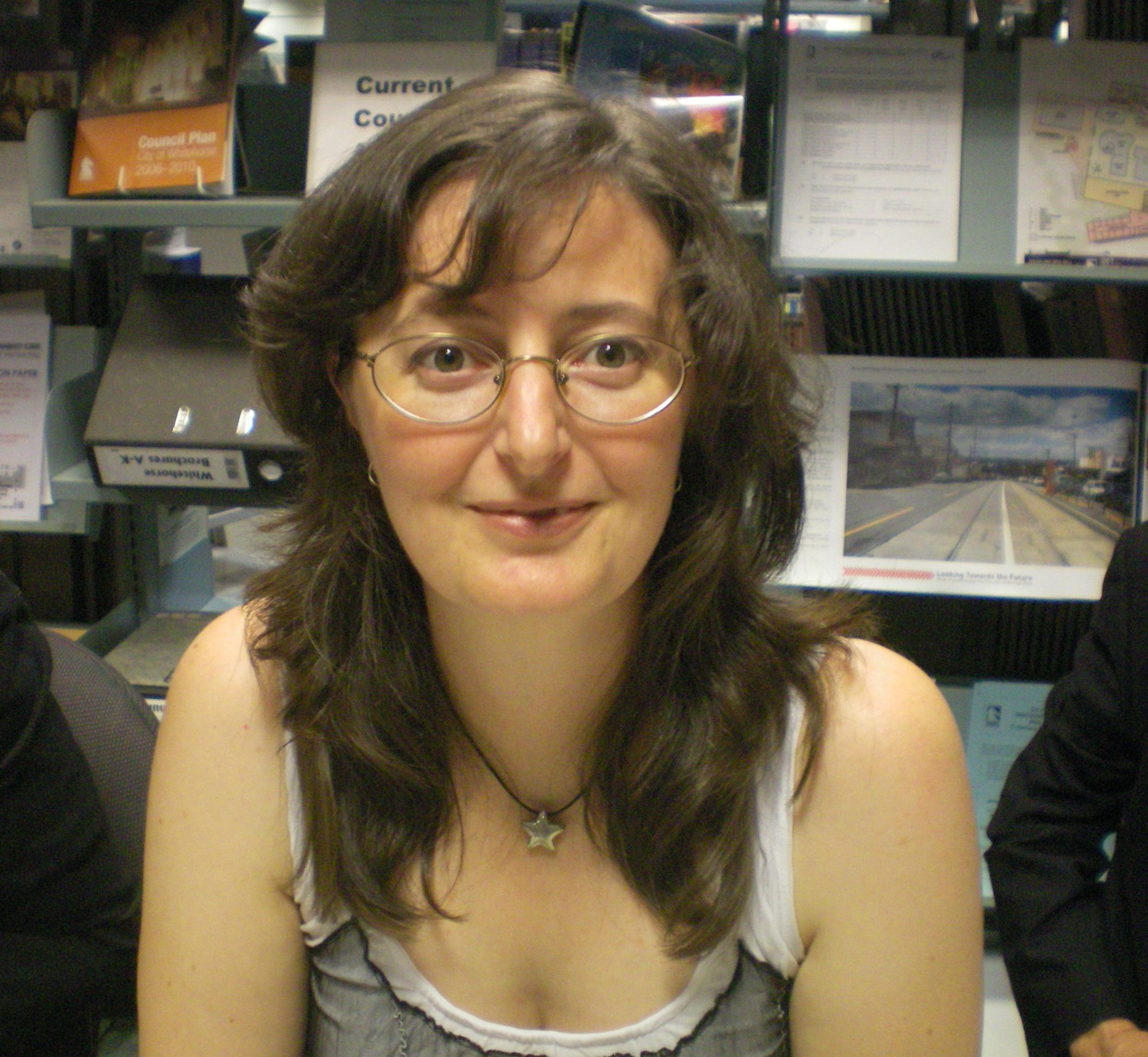

  - La Sacerdotisa Blanca (2005)
  - La Hechicera Indomita (2006)
  - La Voz de los Dioses (2006)

### La Ley del Milenio
- La Ley del Milenio (Millennium's Rule trilogy)
  - Mágia Robada (2014)
  - Ángel de Tormentas (2015)
  - Sucessor's Son (2017)

### Històries curtes
- Whispers of the Mist Children (1999) en Aurealis nº 23
- Room for Improvement
- The Mad Apprentice en la antología Epic
- Camp Follower en la antología Fearsome Journeys